# Мохангандж
Мохангандж (бенг. মোহনগঞ্জ, англ. Mohanganj) — город на северо-востоке Бангладеш, административный центр одноимённого подокруга. Площадь города равна 6,94 км². По данным переписи 2001 года, в городе проживало 21 114 человек, из которых мужчины составляли 52,08 %, женщины — соответственно 47,92 %. Плотность населения равнялась 3042 чел. на 1 км². Уровень грамотности населения составлял 52 % (при среднем по Бангладеш показателе 43,1 %).